# Società Navigazione Siciliana
La Società Navigazione Siciliana est une compagnie de navigation maritime privée italienne, régie selon la loi italienne sous la forme de consortium appartenant pour moitié au groupe italien Liberty Lines SpA et à la compagnie Caronte & Tourist. Elle assure les liaisons maritimes entre la Sicile et les îles mineures voisines : Îles Égades, Pantelleria et les Îles Pélages avec des ferries et des hydroptères.

## Histoire
Cette compagnie a été créée en 2011 spécialement pour participer, lors de la privatisation du groupe d'État italien Tirrenia di Navigazione au rachat de sa filiale Siremar, la compagnie maritime qui assurait des liaisons entre la Sicile et les îles voisines. En octobre 2011 la compagnie Siremar est vendue à la Compagnia delle Isole, une compagnie contrôlée par "Mediterranea Holding" de l'armateur napolitain Salvatore Lauro dont la Region Sicile détenait 30,33% du capital.
La “Società navigazione siciliana” a déposé un recours après cette vente et en 2015, le TAR (Tribunal Administratif Italien) du Latium (Rome) a annulé la vente au motif ”aide d'Etat contraire à la convention Européenne du fait de la caution délivrée par la Région Sicile, actionnaire de l'acquéreur”.
Le 24 mars 2016, le Directeur général de Ustica Lines, Ettore Morace, annonce que la Società Navigazione Siciliana rachète Siremar qui sera gérée avec la compagnie maritime Caronte & Tourist. Après avoir investi 55,1 millions d'euros pour ce rachat devenu effectif le 12 avril 2016, la répartition de l'activité du groupe Liberty Lines est ainsi répartie : la nouvelle compagnie gèrera les lignes avec des ferries traditionnels tandis que Liberty Lines SpA celles qui utilisent des hydroptères.
La compagnie maritime a été transformée en consortium afin de garantir juridiquement l'engagement de service public au titre de la continuité territoriale italienne entre le continent et les îles.